# Bandicam
Bandicam (nombre derivado del inglés bandit camera) es un programa del género screencast para aplicaciones 3D o videojuegos teniendo la posibilidad de hacer capturas (tanto video como screen) permitiendo grabar videos flash en el navegador, igual que capturar dispositivos de HDMI o webcam. Se ejecuta en segundo plano y es configurable para que se inicie a la par con el sistema operativo, además de consumir pocos recursos del equipo.
La versión de prueba tiene un límite de grabación en vídeo de 10 minutos y una marca de agua. 